# David G. L. Weiss

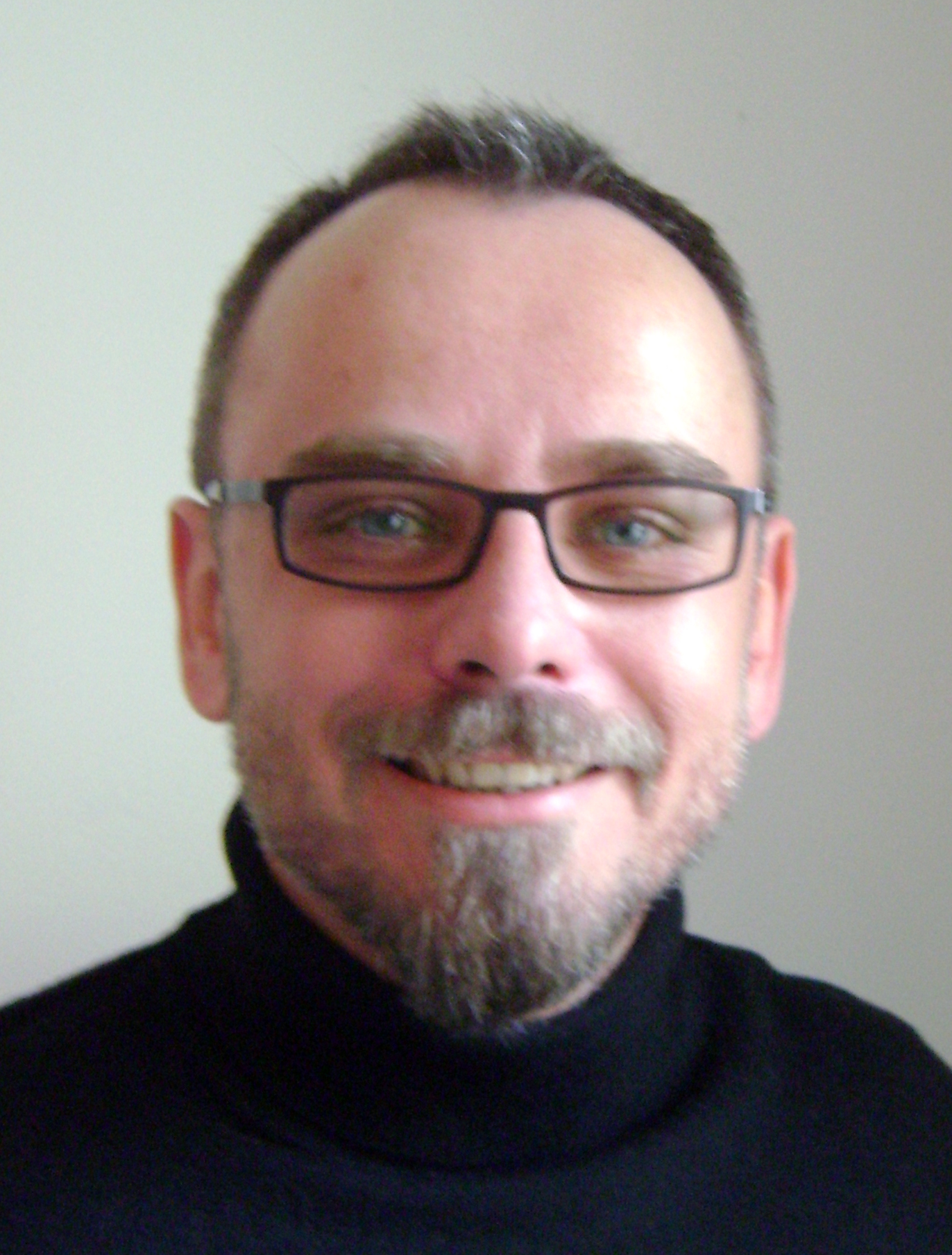
David G.L. Weiss, 2014

David G. L. Weiss (vollständiger Name: David Gustav Leopold Weiss; * 4. Februar 1978 in Wien) ist ein österreichischer Schriftsteller.

## Leben
David Weiss schloss 2009 sein Studium der Kultur- und Sozialanthropologie an der Universität Wien ab. Seine Diplomarbeit „Die Weltumseglung der österreichischen Fregatte Novara in den Jahren 1857–1859“ ist in überarbeiteter Form als Buch erschienen. Seit 2005 ist er als freier Mitarbeiter für den Österreichischen Rundfunk tätig, er ist regelmäßig bei der Sendung Einfach zum Nachdenken auf Ö3 zu hören. 2005 erhielt er die Niederösterreichische Landesausstellungsmedaille. Im Zeitraum 2006 bis 2012 sind mehrere unselbstständige Schriften zu kulturhistorischen Themen erschienen. Zwischen 2009 und 2011 veröffentlichte er zusammen mit Gerd Schilddorfer drei Kriminalromane.

## Werke (Auswahl)
Artikel
- Rufmord? Die Novara-Expedition auf den Salomonen. In: Hermann Mückler (Hrsg.): Österreicher in der Südsee. Forscher. Reisende, Auswanderer (= Austria. Forschung und Wissenschaft, Kultur- und Sozialanthropologie; Band 1). LIT Verlag, Wien 2012, ISBN 978-3-643-50390-9.
- The Circumnavigation of the Globe by the Austrian Frigate Novara, 1857–1859. Economic and Colonial Motivations and the Forgotten Photographer. In: James Braund (Hrsg.): Ferdinand Hochstetter and the Contribution of German-Speaking Scientists to New Zealand Natural History in the Nineteenth Century (= Germanica Pacifica; Band 10). Peter Lang Verlag, Frankfurt/M. 2012, ISBN 978-3-631-60408-3.
- Don Juan und Dr. Faust. In: Richard Steurer, Markus Vorzellner (Hrsg.): Mozart (v)erklären. Beiträge zum Mozart-Symposium, 10.–12. April 2006. Edition Praesens, Wien 2010, ISBN 978-3-7069-0603-6. (i. A. Gesellschaft für Musik Wien).
- Kinder unserer Zeit. SchriftstellerInnen als KulturanthropologInnen. In: Die Maske. Zeitschrift für Kultur- und Sozialanthropologie, Nr. 3 (2008), S. 78–81, ISSN 1996-5249

Katalogbeiträge
- Frankreich, Pöchlarn, die Donau, und alles OK! In: Stadtmarketing „Atelier an der Donau“ (Hrsg.): Atelier an der Donau 2006. (S. 4–7), Katalog zum internationalen Künstlersymposium „Atelier an der Donau“ und zum „1. Pöchlarner Kunstpreis“ in Pöchlarn/NÖ, 2006.
- Tiere und Religion. In: Gemeinde Heldenberg (Hrsg.): Einfach tierisch (S. 71–85), Katalog zur Ausstellung „Einfach tierisch“, 2006, ISBN 978-3-200-00644-7.

Monografien
- zusammen mit Richard Steurer: Miasma oder Der Steinerne Gast. Vier-Viertel-Verlag, Wien 2007, ISBN 978-3-902141-33-0.
- zusammen mit Gerd Schilddorfer: Die Novara. Österreichs Traum von der Weltmacht. Amalthea, Wien 2010, ISBN 978-3-85002-705-2.
- zusammen mit Gerd Schilddorfer: Sina-Wagner-Trilogie. Thriller. Langen Müller, München

1. Ewig. 2009, ISBN 978-3-7844-3191-8.
2. Narr. 2010, ISBN 978-3-7844-3235-9.
3. Teufel. 2011. ISBN 978-3-7844-3267-0.

- zusammen mit August Staudenmayer und Christian Stuhlpfarrer: Einfach zum Nachdenken. Amalthea, Wien 2010, ISBN 978-3-85002-737-3.
- Mahler-Szombathy-Reihe. Langen Müller, München

1. Macht. 2013, ISBN 978-3-7844-3336-3.
2. Recht. 2015, ISBN 978-3-7844-3374-5.

- Die sieben Gesichter des Doktor Faust. Edition Karo, Wien 2011, ISBN 978-3-937881-58-4.

## Hörfunk
- seit 2005: Autor mit eigenem Vortrag für die Sendereihe „Einfach zum Nachdenken“, gesendet auf Hitradio Ö3.
- 5.–10. Oktober 2020: „Bei Wind und Wetter. Gedanken über das jüdische Laubhüttenfest“ In: „Gedanken für den Tag“; ORF Hörfunk/Ö1.
- 11.–16. März 2019: „Purim: Bis man nicht mehr weiß“ In: „Gedanken für den Tag“; ORF Hörfunk/Ö1.
- 17.–22. September 2018: „Jom Kippur: In die Wüste geschickt. Über Sündenböcke und Neuanfänge“ In: „Gedanken für den Tag“; ORF Hörfunk/Ö1.
- 26.–30. April 2011: „Prophet. Mensch, Gottessohn? – Assoziationen zu Jesus von Nazareth“ In: „Gedanken für den Tag“; ORF Hörfunk/Ö1.
- 8.–13. Februar 2010: „Verschwörungstheorien“ In: „Gedanken für den Tag“; ORF Hörfunk/Ö1.
- 16.–21. Februar 2009: „Cowboys und Banditen – Die Helden des Wilden Westens.“ In: „Gedanken für den Tag“; ORF Hörfunk/Ö1.
- 9. Februar 2009: Präsentation des Romanmanuskriptes „Verloren in Wien“ von David G.L. Weiss in der Sendung „Texte-Neue Literatur aus Österreich“ auf Ö1.
- 5. Dezember 2005: Präsentation des Romanmanuskriptes „Miasma oder: Der Steinerne Gast“ von David G.L. Weiss in der Sendung „Texte-Neue Literatur aus Österreich“ auf Ö1.
- 22. Dezember 2003: „Highnoon in der U-Bahn“ in der Sendung „Texte-Neue Literatur aus Österreich“ auf Ö1.
- 07/2001: Gestaltung, Aufnahme und Ausstrahlung von 25 Fragen zur NÖ Landesausstellung 2001 (Sein & Sinn / Burg & Mensch) im Rahmen eines Gewinnspieles für Radio Niederösterreich.

## Filmografie (Auswahl)
- 2018: Die Professorin – Tatort Ölfeld (Drehbuch)